# Ісраель Вахсер
Ісраель Вахсер (їд. ישראל װאַקסער; 1892, Дашів, Російська імперія — 24 травня 1919, Криве Озеро, УНР) — єврейський письменник і педагог, котрий писав оповідання і твори для дітей на їдиші та івриті.

## Біографія
Ваксер народився в родині Ар'є Єгуди-Лейба га-Коена в містечку Дашів, на той час — центрі Дашівської волості Липовецького повіту Київської губернії. Він отримав освіту від свого батька, який служив рабином у місті (пізніше також в Тульчині та [уточнити]), був добре обізнаний з російською та літературою на івриті та їдиш і час від часу дописував до маскільних єврейських періодичних видань «Га-Меліц», «Га-Цфіра» та «Га-Пісга».
Перед початком першої світової війни Вахсер почав працювати вчителем у Києві, писав вірші та прозу на івриті та їдиш. У 1916 році він зайняв посаду викладача в школі для біженців у Баку, але був змушений покинути місто на тлі початку вірмено-азербайджанської війни. Він поспішно знищив більшість своїх творів перед від'їздом, хоча його старший брат зміг врятувати частину його робіт, що залишилася. Вахсер провів деякий час в Одесі, перш ніж оселитися в подільському містечку Криве Озеро.
Разом із кількома іншими молодими євреями він був убитий 24 травня 1919 року, захищаючи місцеве єврейське населення від [[[Вікіпедія:Перевірність|<span style=cursor:help title="українських погромників">уточнити]]].

## Роботи
За життя Вахсер опублікував лише один твір, оповідання на івриті в «Га-мевасер га-кавказі» (Баку, 1915). Залишив численні твори в рукописах: п'єси On kinder («Без дітей»), Af mesires-nefesh («З відданості») і Bay di ibergeblibene («З тими, хто вижив»), оповідання Naftoli der soyfer («Нафтолі-писар»), A kindele («Дитина мала»), Der khoyv («Борг») і Der nitsokhn («Перемога»), вірш Dos indzele un di yam-tekhter («Острів і морська дівчина») і серії дитячих казок.
Після його смерті чотири його дитячі оповідання на їдиші були опубліковані в одній із збірок Елізера Штейнбарга. Брат Ісраеля, Менаше Ваксер, тоді директор єврейської середньої школи в Ришканах (Бессарабія), опублікував дві казки Ваксера в третьому випуску «Мілгроїм» видавництва «Рімон» у 1923 році, разом із передмовами Хаїма Нахман Бяліка. Подальші публікації та переклади роботи Ваксера будуть опубліковані пізніше .
Колекції рукописів, листування, вирізок і фотографій Ваксера зберігаються в Єврейській теологічній семінарії та архіві YIVO в Нью-Йорку

## Часткова бібліографія
- Fir kinder-mayselekh [Four Children's Tales] (їдиш). Jassy: Leyzer Shteynbarg. 1922.
- Tsvishn knekht [Among Slaves]. Frayhayt (їдиш). Czernowitz. August 1922.
- Mayselekh far kinder [Tales for Children] (їдиш). Kishinev: Kultur-lige in Besarabiye. 1923.
- Rokhele un Paraske [Rokhele and Paraske]. Tsukunft[en] (їдиш). New York. February 1923.
- Shimele. Tsukunft[en] (їдиш). New York. July 1923.
- In zibn tog arum [Seven Days from Now]. Milgroim (їдиш). Berlin. 3: 33—37. January 1923.
- Le-shivat ha-yamim [For the Seven Days]. Rimon (івр.). Berlin. 3: 37—38. January 1923.
- Di letste trer [The Last Tear]. Milgroim (їдиш). Berlin. 3: 37—39. January 1923.
- Ha-dim'ah ha-achronah [The Last Tear]. Rimon (івр.). Berlin. 3: 35—36. January 1923.
- Dos kluge feygele [The Smart Little Bird]. Leyenbikher far der Idisher shul (їдиш). New York: Ertsyung. 1924. с. 151—157.
- Der khoyv. Hadoar[en]. New York: Histadrut Ivrit of America[en]. 1 лютого 1924.